# Betten
Betten je bývalá obec v okrese Raron v německy mluvící části kantonu Valais (německy Wallis) ve Švýcarsku. Zanikla 1. ledna 2014 sloučením s Martisbergem, čímž vznikla nová obec Bettmeralp. Před sloučením byl Bettmeralp název pro středisko ležící na skalní terase nad Bettenem.

## Historie
Betten je poprvé zmiňován roku 1243 jako Bettan.

## Geografie
Betten leží v údolí řeky Rhôny pod horským střediskem Bettmeralp.
Před sloučením Betten měl rozlohu 26,4 km², z toho 15,9 % zemědělské půdy, 12,0 % lesů, 1,3 % zastavěné plochy a 70,8 % neplodné půdy. Byla tvořena hlavní obcí Betten, vesničkou Egga a alpského střediska Bettmeralp.

## Pamětihodnosti
Celá vesnička Egga je součástí Švýcarského kulturního dědictví.

## Dopravní spojení
Z Betten do Bettmeralp vede lanovka s dolní stanicí u vlakového nádraží Matterhorn Gotthard Bahn. Z Bettmeralp vede další lanovka do blízkosti vrcholu Bettmerhorn, ležícího přímo na ledovci Aletschgletscher.

## Fotogalerie

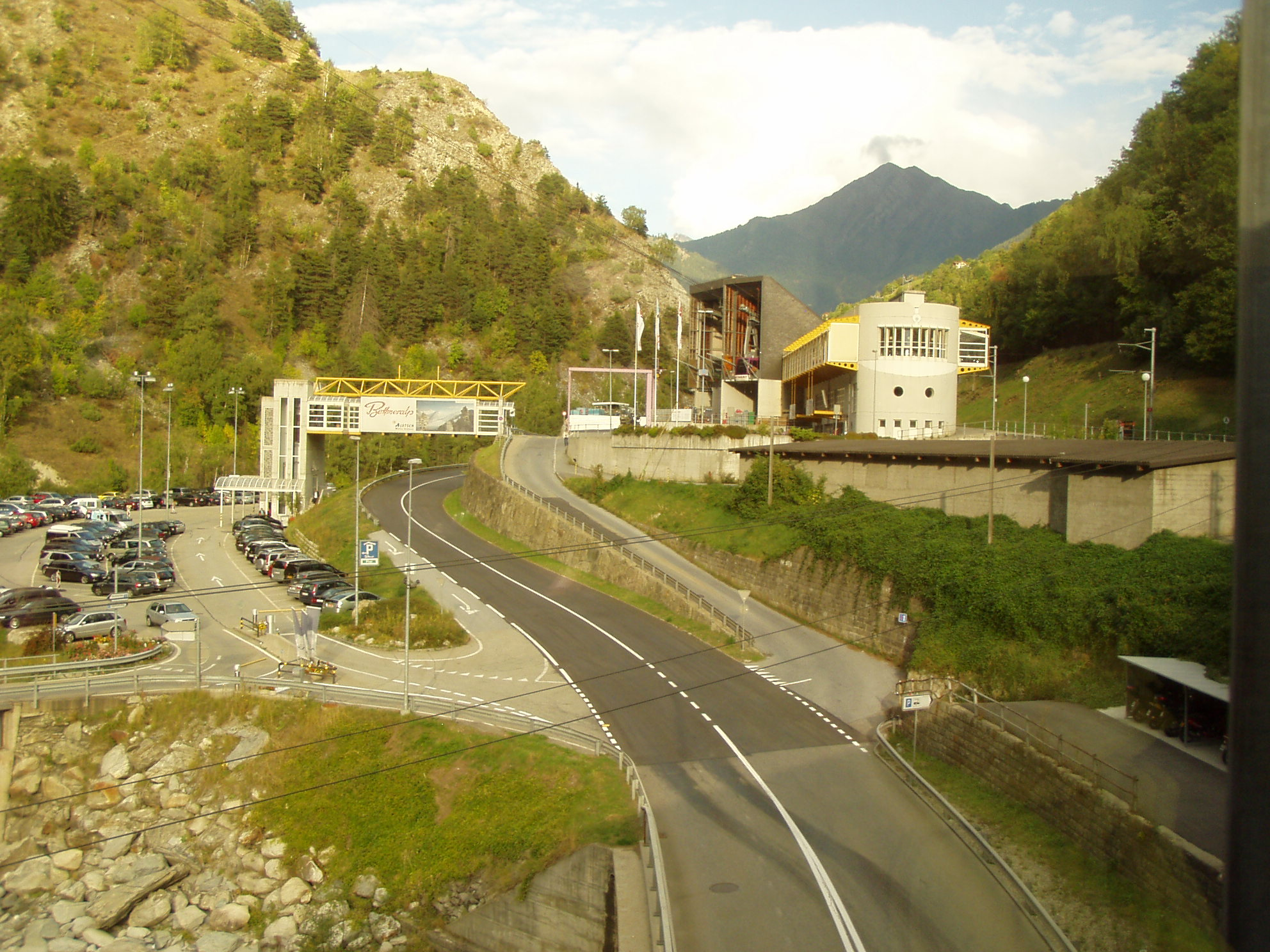
Betten - nádraží MGB a dolní stanice lanovky
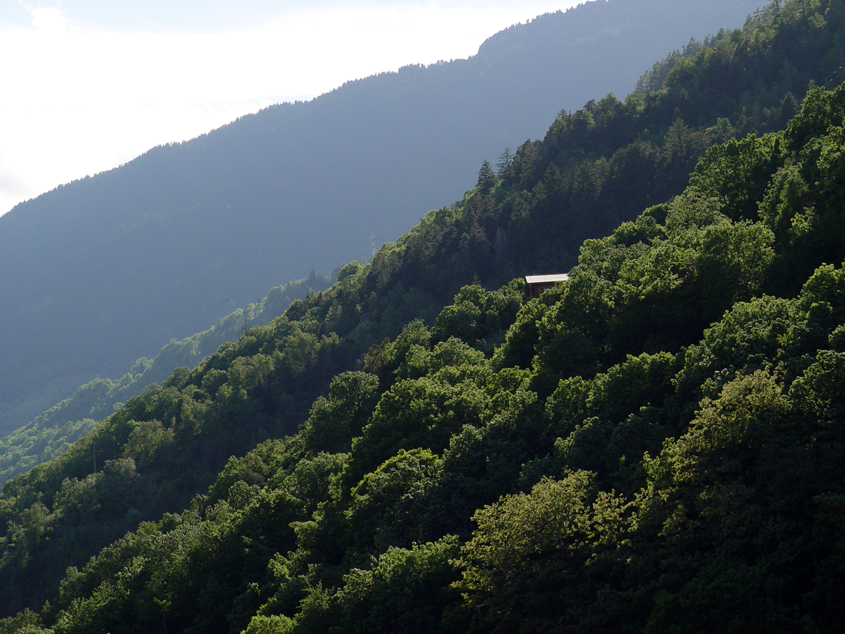
Mezi Betten a Bettmeralp